# Cecilia Lindqvist

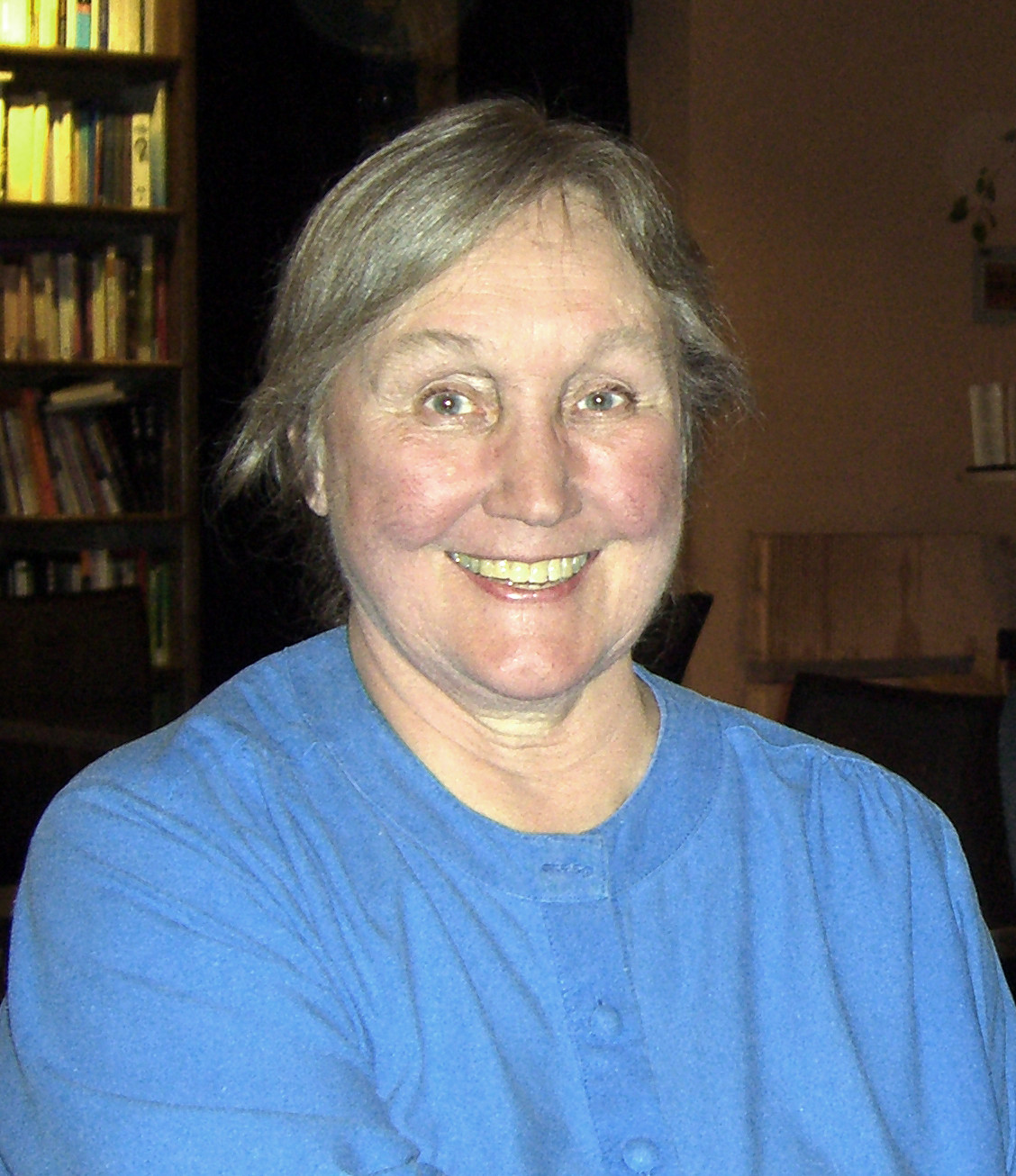
Cecilia Lindqvist in Peking, Volksrepublik China Oktober 2008

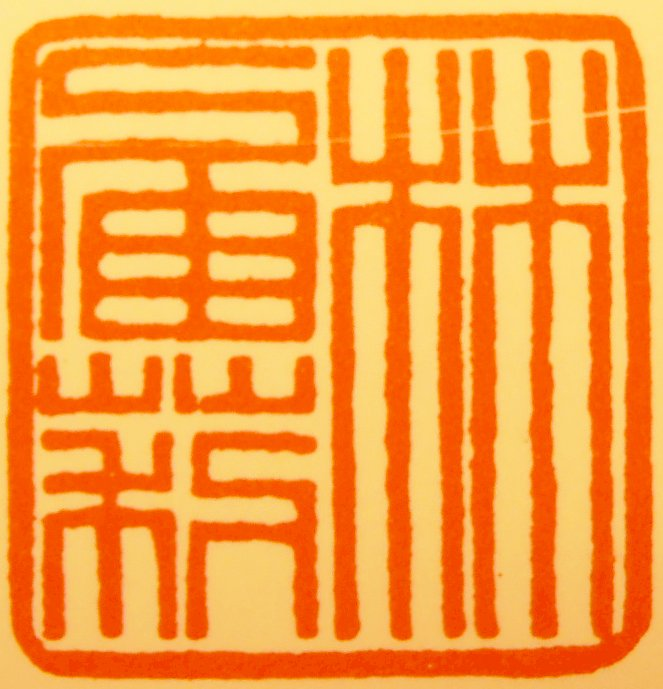
Siegel 林西莉

Anna Cecilia Lindqvist (* 4. Juni 1932 in Lund als Anna Cecilia Norman; chinesisches Pseudonym Lin Xili 林西莉,  Lín Xīlì; † 27. September 2021) war eine schwedische Sinologin, Schriftstellerin und Fotografin.

## Leben
Lindqvist war Schülerin des bedeutenden Sinologen Bernhard Karlgren, der als Erster die Methoden der europäischen historischen Sprachwissenschaft auf das Chinesische anwandte.
Sie studierte chinesische Sprache, Geschichte und Kunstgeschichte sowie das Musikinstrument Guqin.
Von 1956 bis 1986 war sie mit dem schwedischen Schriftsteller Sven Lindqvist verheiratet, der 1960 und 1961 als Kulturattaché an der schwedischen Botschaft in Peking tätig war.
Nach ihrer Rückkehr aus China ging sie zusammen mit ihrem Mann nach Lateinamerika, wo sie als Journalistin tätig war. 1970 kehrten sie nach Schweden zurück und von 1971 an lehrte Cecilia Lindqvist an Gymnasien in Stockholm. Als einige Schüler sie darum baten, Chinesisch lernen zu dürfen, holte sie vom damaligen schwedischen Kultusminister Ingvar Carlsson die Erlaubnis ein und unterrichtete 21 Schüler zwei Jahre lang in Chinesisch. Anschließend fuhr sie mit diesen mit der Transsibirischen Eisenbahn nach Peking. Fast alle diese Schüler arbeiten jetzt in China.
Von 1974 bis 1989 schrieb Cecilia Lindqvist an ihrem Buch Hanzi Wangguo or the Kingdom of Characters, das auf Deutsch unter dem Titel Eine Welt aus Zeichen erschien (chinesisch 漢字王國, Pinyin Hànzì Wángguó). 
Im Jahr 1994 begann Lindqvist ihre 12 Jahre währende Arbeit an Qin, einem Buch über die Guqin (chinesisch 古琴, Pinyin gǔqín).
Nach ihrem Magister der Philosophie wurde Lindqvist im Jahr 1989 Professorin für Sinologie, bis sie 1997 emeritierte.
2003 wurde sie als Gastprofessorin an die Universität für Sprache und Kultur Peking (Beijing Language and Culture University BLCU; chinesisch 北京语言大学, Pinyin Běijīng yǔyán dàxué) berufen.
Cecilia Lindqvist starb im September 2021 im Alter von 89 Jahren.

## Bibliografie (Auswahl)
- China von innen. 1963 (mit Sven Lindqvist; schwedisch: Kina inifrån)
- Asiatische Erfahrung. 1964 (mit Sven Lindqvist; Asiatisk erfarenhet)
- Reise mit Aron. 1969 (Resa med Aron)
- Was würde Mao gesagt haben? 1979 (mit Sven Lindqvist; Vad skulle Mao ha sagt?)
- China jetzt. 1980 (mit Sven Lindqvist; Kina nu)
- Reich der Zeichen, Bonniers, 1989. ISBN 91-34-50857-0 (Tecknens rike)
- Qin. Albert Bonniers Publishing, 2006. ISBN 91-0-010580-5
- Eine Welt aus Zeichen – über die Chinesen und ihre Schrift. Droemer Knaur, 1990. ISBN 3-426-26482-X

## Auszeichnungen
- 1989 August-Preis für Tecknens Rike (Eine Welt aus Zeichen)
- 2004 Längmanska Fondens großer Kulturpreis
- 2006 August-Preis für Qin
- 2006 Lotten-von-Kræmer-Preis
- 2015 Kellgren-Preis